# Emmanuel de Biolley
Burggraaf Jules Emmanuel de Biolley (Verviers, 1 december 1829 - aldaar, 6 november 1892) was een Belgisch senator.

## Biografie

### Familie
Emmanuel de Biolley was een telg uit de familie De Biolley. Hij was een zoon van Raymond de Biolley, industrieel, lid van de Provinciale Staten van Luik en senator, en Marie-Isabelle Simonis. Hij trouwde in 1855 in Strée met barones Marie-Clotilde de Moffarts (1836-1881). Ze kregen drie zoons en zeven dochters van wie slechts drie trouwden:
- Isabelle de Biolley (1857-1950), trouwde in 1878 in Verviers met Raymond de Grand'Ry (1852-1905), zoon van Jules de Grand'Ry, burgemeester van Eupen. Ze kregen twee zoons en twee dochters, maar zonder nakomelingen.
- Raymond de Biolley (1866-1937), gemeenteraadslid van Verviers, provincieraadslid van Luik en volksvertegenwoordiger, trouwde in 1903 in Antwerpen met Marie-Josèphe de Ramaix (1879-1952), dochter van jhr. Maurice de Ramaix, volksvertegenwoordiger, senator, industrieel en diplomaat. Ze kregen een zoon en twee dochters, met afstammelingen tot heden.
- Ferdinand de Biolley (1872-1905), landbouwingenieur en voorzitter van de Société royale d'agriculture et de botanique de Verviers. Hij bleef ongehuwd.
- Emmanuel de Biolley (1876-1952), procureur des Konings, trouwde in 1921 in Luik met Germaine de Corswarem (1884-1944), dochter van ridder Théodore de Corswarem, voorzitter van het hof van beroep van Luik. Ze kregen twee zoons, met afstammelingen tot heden.

Hij was een schoonbroer van graaf Theodoor de T'Serclaes de Wommersom en een neef van burggraaf Alfred Simonis.
Zijn vader werd in 1843 in de adel opgenomen met de titel van burggraaf, overdraagbaar op al zijn mannelijke nazaten.

### Loopbaan
Zoals zijn vader werd de Biolley textielfabrikant en stond aan het hoofd van François de Biolley et fils.
Hij was provincieraadslid van Luik (1868-1872) en gemeenteraadslid van Verviers (1882-1884 en 1890-1892).
In 1884 werd de Biolley verkozen tot katholiek senator voor het arrondissement Verviers en oefende dit mandaat uit tot aan zijn dood.
Hij was verder ook nog:
- handelsrechter in Verviers,
- beheerder van de Compagnie de la route de Hodimont.